# Concerto

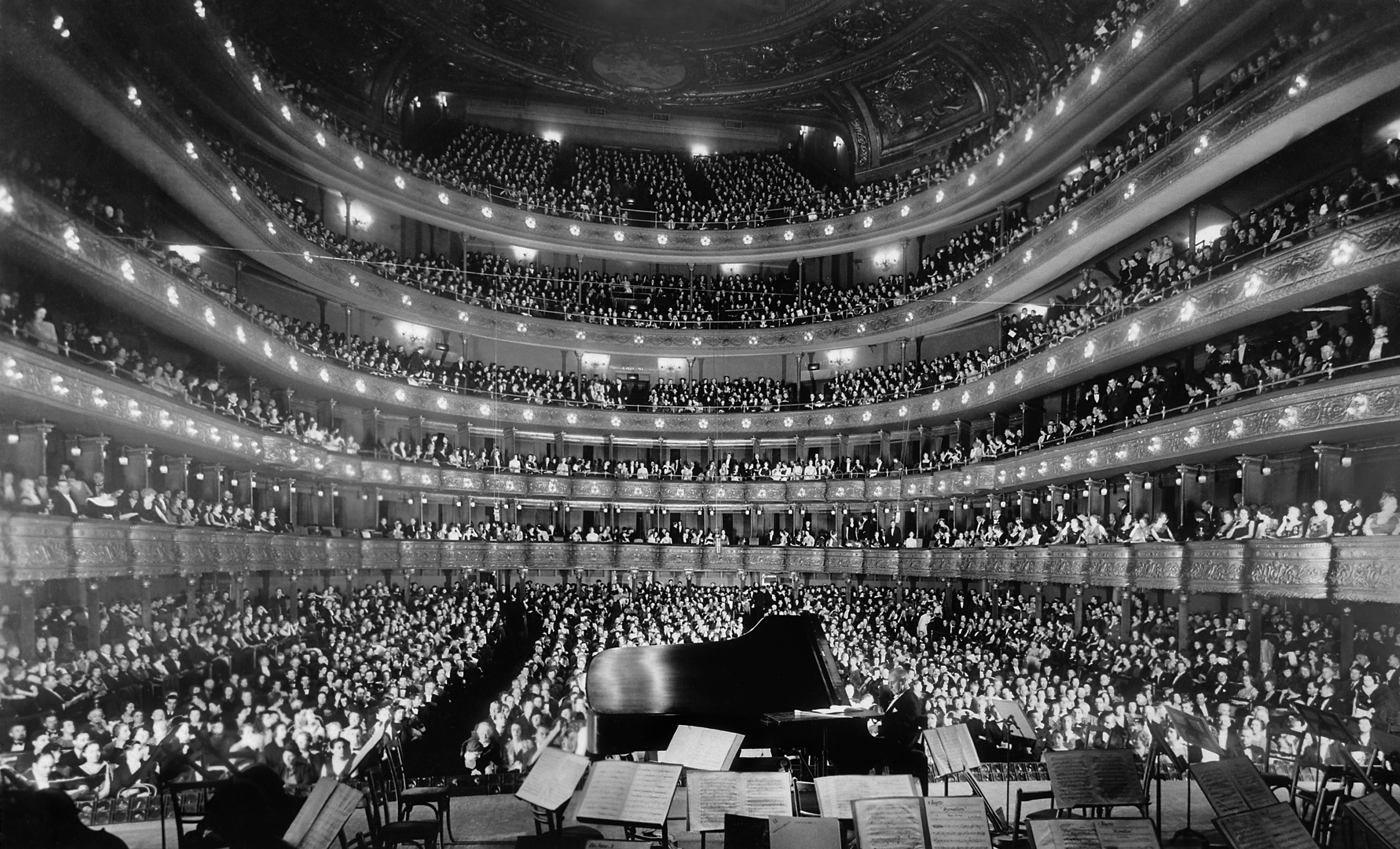
Một buổi biểu diễn hòa tấu dương cầm của Josef Hofmann tại Nhà hát ôpera Metropolitan ở New York ngày 28 tháng 11 năm 1937.

Concerto (tiếng Việt: /công-xec-tô/, tiếng Anh: /kənˈtʃɛərtoʊ/) là một thể loại hòa tấu âm nhạc. Một bản concerto trong nhạc cổ điển thường gồm 3 chương (movement): khoan thai, chậm, nhanh. Trong đó nhạc cụ độc tấu (solo) có thể là piano, violin, cello hay sáo được bè đệm bởi một dàn nhạc giao hưởng hoặc một ban hòa nhạc.
Một bản concerto bao giờ cũng phải soạn riêng cho một loại nhạc cụ, nên tên của nhạc phẩm đó bao giờ cũng phải ghi kèm với nhạc cụ đó. Ví dụ như "piano concerto" (hòa tấu dương cầm) là nhạc phẩm do dương cầm biểu diễn cùng dàn nhạc giao hưởng hiện đại, khác với "piano solo" (độc tấu dương cầm không có nhạc cụ đệm) hoặc khác với "piano duo" (song tấu dương cầm) hay "piano duet" (piano bốn tay). Tương tự như thế với "guitar concerto" thì phần chính là đoạn độc tấu được soạn riêng cho ghi-ta, còn violin concerto cũng vậy.

## Lịch sử
Thời Baroque, từ concerto có khi dùng để chỉ các cantata trong đó có xen kẽ các đoạn hợp xướng và lĩnh xướng hoặc hợp ca 2, 3 giọng, trong đó phần hợp xướng lặp đi lặp lại một điệp khúc, hay là ritornello, giống như trong dân ca Việt Nam, các bài hò dô, tất cả "dô dô khoan dô hầy' rồi tới một người lĩnh xướng, rồi lại "dô dô khoan dô hầy'.
Hình thức này phát triển qua khí nhạc thành một dạng concerto thời Baroque gọi là concerto grosso, bao gồm các đoạn tutti (cả dàn nhạc cùng chơi) xen kẽ với các đoạn concertino (một nhóm nhạc chừng 3 người - trong một bài đôi khi có nhiều nhóm concertino khác nhau, thay phiên nhau chơi). Các chương bắt đầu bằng đoạn ritornello chơi tutti, rồi tới một đoạn concertino chơi, rồi lặp lại đoạn ritornello... cứ thế xen kẽ, cuối cùng là đoạn ritornello chấm dứt chương.
Dần dần, dạng concerto độc tấu và ripieno trở thành dạng phổ biến, trong đó nhạc công độc tấu có dịp biểu diễn kỹ thuật diễn tấu điêu luyện của mình, còn dàn nhạc có vai trò đối đáp với độc tấu, không chỉ chơi các đoạn ritornello mà còn có dịp phát triển thành các đoạn có hòa âm phong phú theo kiểu giao hưởng. Sự đối đáp có tính kịch tính hơn. Ở các đoạn tutti, cái khó nhất là bè độc tấu không lẫn vào dàn nhạc nhưng dàn nhạc cũng không lép vế khi chỉ làm nhiệm vụ "đệm" cho bè độc tấu.

## Bố cục
Một bản concerto thường có 3 phần:

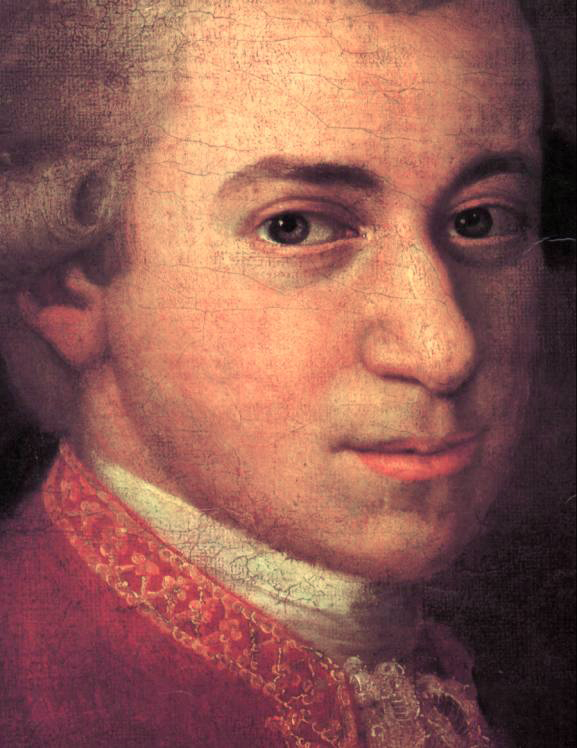
Wolfgang Amadeus Mozart

- Chương 1 là nơi tác giả giới thiệu chủ đề của bản nhạc. Người nghe có thể đoán được chủ đề chính của bản nhạc: có thể là niềm vui vô bờ, là cảm xúc ngọt ngào, cũng có thể là hùng tráng, phấn chấn hay bi thương. Giống như một câu chuyện có vui, có buồn, concerto cũng có thể có những biến chuyển nhất định, nhưng thông thường phong thái (tiếng Anh: style) chính của bản nhạc được biểu hiện trong cả bài diễn.
- Chương 2 thông thường là lời tự sự của nhạc cụ độc tấu. Thính giả nghe thấy cái miên man của một tâm hồn, những nỗi niềm thầm kín hay ưu uất được nhạc sĩ giãi bày một cách kín đáo, không phải bằng lời. Đôi khi, dàn nhạc sẽ lên tiếng để đáp lời tự sự của độc tấu, để người nghe thấy bớt đi nỗi cô đơn của cuộc đời. Đây là phần sâu xa, lắng đọng của bản nhạc.
- Chương 3 của bản concerto là lúc nhạc cụ độc tấu và dàn nhạc đã tìm được tiếng nói chung. Thông thường người nghe được thưởng thức niềm vui rộn rã của hai tâm hồn nay đã trở thành đồng điệu. Bản nhạc thường kết thúc trong các giai điệu sôi nổi, sảng khoái, vui vẻ.

Xét về mặt ý tưởng, concerto thường không nặng tính triết lý như nhạc giao hưởng. Nhà soạn nhạc Mozart có công lớn trong việc xây dựng thể loại nhạc concerto này. Một đặc điểm khác của concerto đó là các cơ hội để nghệ sĩ độc tấu thể hiện tài năng diễn tấu của mình. Concerto thường có những trường đoạn yêu cầu kỹ thuật cao để nghệ sĩ độc tấu biểu diễn (và thường cũng là trường đoạn cao trào của bản nhạc). Hiện nay, concerto được biểu diễn và ưa thích trên toàn thế giới.